# Huncovce
Huncovce (allemand : Hundsdorf in der Zips ) est un village de Slovaquie situé dans la région de Prešov.

## Histoire
Première mention écrite du village en 1257.

## Démographie

### Évolution de la population
| Année:               | 1994. | 2004.    | 2014.    | 2024.   |
| -------------------- | ----- | -------- | -------- | ------- |
| Nombre de personnes: | 1939  | 2396     | 3014     | 3209    |
| Différence:          |       | +23,56 % | +25,79 % | +6,46 % |

| Année:               | 2023. | 2024.   |
| -------------------- | ----- | ------- |
| Nombre de personnes: | 3162  | 3209    |
| Différence:          |       | +1,48 % |

## Lieux et monuments

Église orthodoxe grecque

- Église de rite orthodoxe grecque en bois, implantée dans le cimetière, tous deux au-dessus de la route 73 (E 371).